# Оља Левић
Оља Левић (Крушевац, 22. јун 1990) српска је позоришна и телевизијска глумица.

## Биографија
Оља је завршила друштвено-језички смер Гимназије у родном граду. Први додир са глумачком уметношћу, остварила је у секцији своје школе, а потом је као аматерска чланица крушевачког Културног центра, наступала у представама локалног позоришта. На препоруку првака ове установе, Милије Вуковића, отишла је на пробно снимање за улогу у пројекту Радоша Бајића, Село гори, а баба се чешља. У овој серији је, као седамнаестогодишњакиња, остварила своју прву телевизијску улогу, тумачећи лик Зорице.
Како првобитно није успела да упише Факултет драмских уметности 2009, постала је студенткиња Академије уметности београдског Алфа универзитета у класи професора Небојше Дугалића.
У склопу сарадње са Радошем Бајићем, појавила се у играном филму Нова Година у Петловцу, (2011), а крајем 2017. године започела је снимање са екипом серије Шифра Деспот.
Године 2020, добила је једну од главних улога у подели телевизијске серије Игра судбине, чије је приказивање отпочело на Првој српској телевизији.

## Улоге

### Позоришне представе
| Представа             | Улога                       | Текст           | Драматургија /адаптација/        | Режија                           | Позориште                   | Премијера         |
| --------------------- | --------------------------- | --------------- | -------------------------------- | -------------------------------- | --------------------------- | ----------------- |
| Иза решетака          | Специјална саветница        | Бранислава Илић | Бранислава Илић                  | Кокан Младеновић                 | Крушевачко позориште        | 14. октобар 2011. |
| Удес Кадмовића свијех | Тиресија                    | Софокле, Есхил  | Небојша Дугалић и Хана Селимовић | Небојша Дугалић и Хана Селимовић | Академија уметности Београд | 2012.             |
| Сан летње ноћи        | Титанија                    | Вилијам Шекспир | Небојша Дугалић и Хана Селимовић | Небојша Дугалић и Хана Селимовић | Академија уметности Београд | 2012.             |
| Пер Гинт              | Велики Баук / Ливац дугмади | Хенрик Ибсен    | Небојша Дугалић и Хана Селимовић | Небојша Дугалић и Хана Селимовић | Академија уметности Београд | 2013.             |

### Филмографија
| Год.       | Назив                               | Улога            |
| ---------- | ----------------------------------- | ---------------- |
| 2008—2010. | Село гори, а баба се чешља (серија) | Зорица           |
| 2011.      | Нова Година у Петловцу (ТВ филм)    | Зорица           |
| 2017.      | Шифра Деспот (серија)               | Млада докторка   |
| 2019.      | Жигосани у рекету (серија)          | Јована           |
| 2020—2023. | Игра судбине (серија)               | Мила Ожеговић    |
| 2020.      | Ургентни центар (серија)            | Тамара Мацановић |
| 2021.      | Три мушкарца и тетка (серија)       | Магдалена        |